# Elwira Rinadowna Sijastinowa
Elwira Rinadowna Sijastinowa (russisch Эльвира Ринадовна Зиястинова, wiss. Transliteration Ėl'vira Rinadovna Zijastinova, * 13. Februar 1991 in Ischewsk) ist eine russische Fußballspielerin. Sie steht derzeit bei Rjasan WDW unter Vertrag und spielte 2015 erstmals für die russische Nationalmannschaft.

## Karriere

### Vereine
Elwira Rinadowna Sijastinowa begann ihre Karriere bei UOR-Swesda Swenigorod. Später spielte sie für den FC Sorki Krasnogorsk, FK Mordowotschka Saransk und FK Rossijanka. Im Jahr 2017 stand sie bei ZSKA Moskau unter Vertrag. Ein Jahr später wurde sie von FK Jenissei Krasnojarsk verpflichtet. 2019 wechselte sie zu Lokomotive Moskau. Von August 2022 bis zum Ende des Jahres wurde sie an FK Minsk ausgeliehen. Nach dem Auslaufen ihres Vertrages in Moskau wurde sie Spielerin bei Rjasan WDW.

### Nationalmannschaft
Sijastinowa spielte zunächst für die russische U-17-Mannschaft und U-19-Mannschaft. 2015 kam sie erstmals für die Nationalmannschaft zum Einsatz. Bei der Fußball-Europameisterschaft der Frauen 2017 spielte sie in allen drei Gruppenspielen.